# Fesselflugzeug

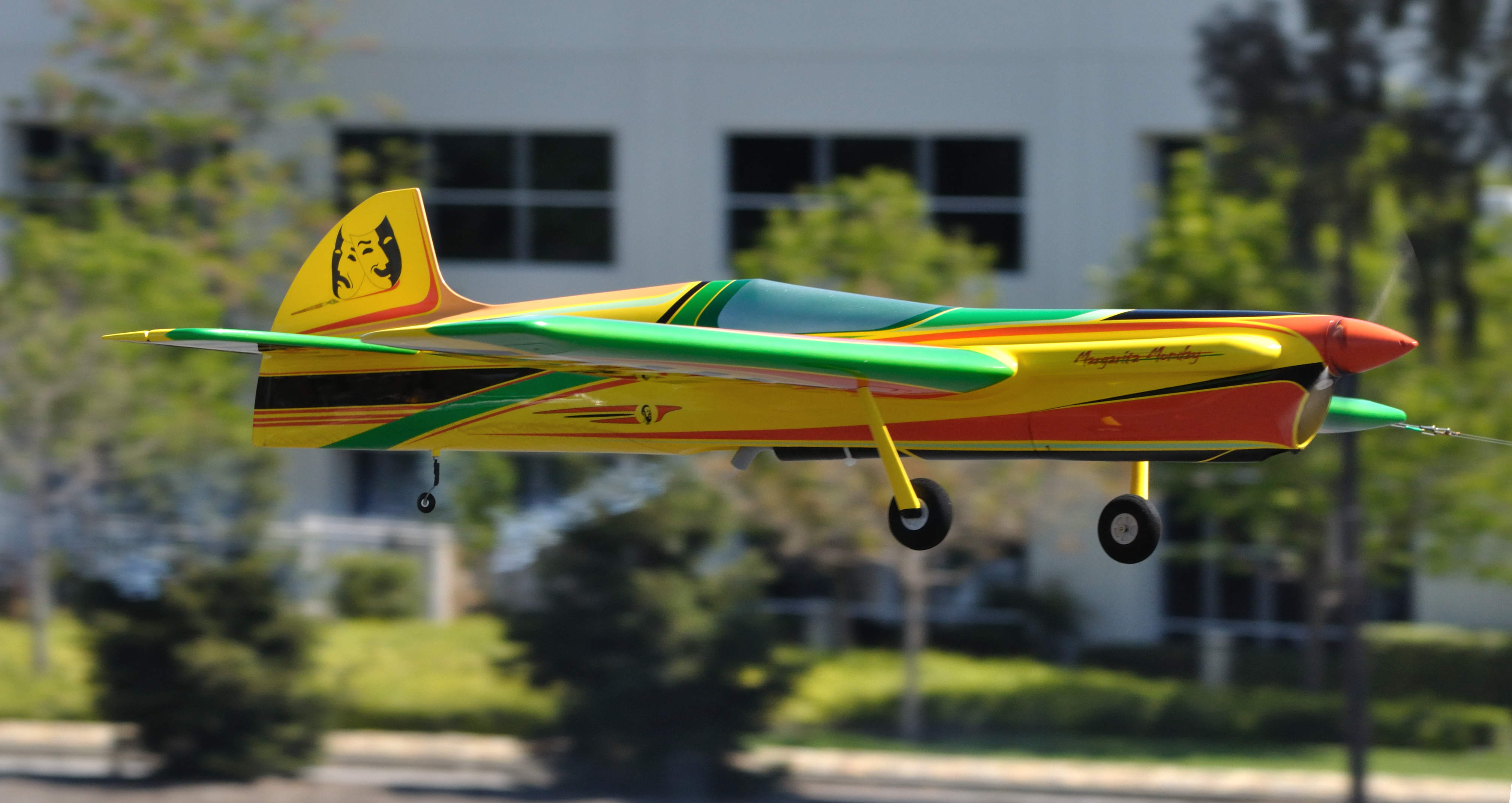
Fesselflugzeug. An der linken Tragfläche sind die Steuerleinen erkennbar.

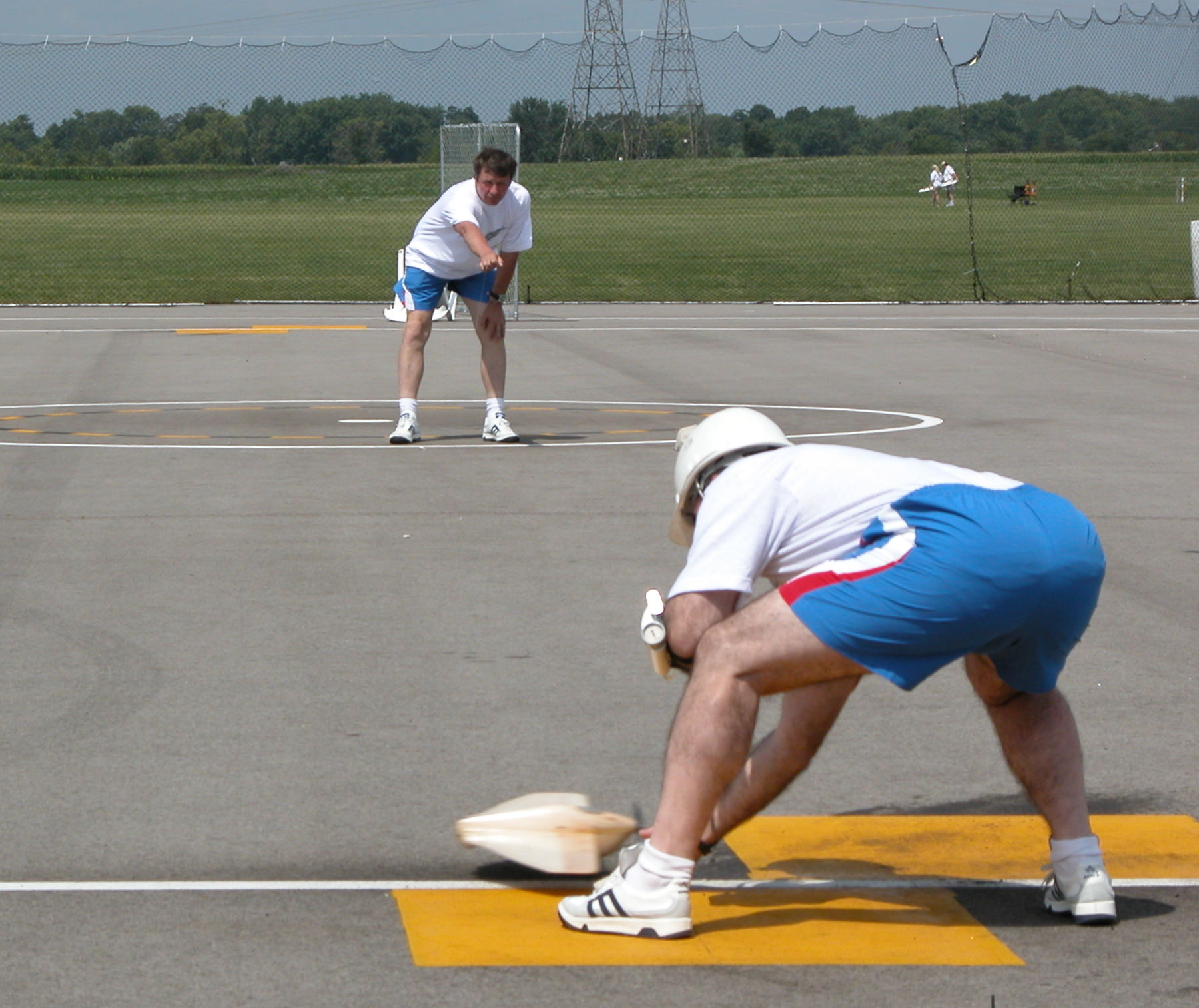
Training beim Team Race. In der Kreismitte der Pilot, im Vordergrund der Helfer.

Ein Fesselflugzeug ist ein motorisiertes Modellflugzeug, welches während des Fluges über zwei dünne Leinen mit dem Piloten verbunden ist und sich auf einer Kreisbahn um denselben bewegt. Die Leinen dienen hierbei nicht nur zum Festhalten, sondern auch zum Steuern des Flugzeugs.
Fesselflugzeuge können sowohl elektrisch als auch mit einem Verbrennungsmotor angetrieben werden.

## Besonderheiten des Fesselfluges
Ein Fesselflugmodell ist ein durch einen oder mehrere Motoren angetriebenes Flugzeugmodell, das von seinem Piloten über Leinen direkt gesteuert wird.
In der Regel ist dabei nur das Höhenruder steuerbar, bei manchen Kunstflugmodellen sind Wölbklappen an den Tragflächenhinterkanten gegensinnig mit dem Höhenruder gekoppelt, um engere Manöver fliegen zu können.
Die Übertragung des Steuerausschlages erfolgt durch die Relativbewegung der zwei an einem Handgriff circa in einer Handbreite Abstand angebrachten dünnen Stahllitzen zueinander, die im Modell am sogenannten Steuersegment, einer in der Tragflächenwurzel in Schwerpunktnähe angeordneten schwenkbar gelagerten Wippe, angebracht sind. Diese nimmt einerseits den Leinenzug des Modells insgesamt auf, andererseits wird die durch Schiefhalten des Steuergriffes verursachte Differenz in den Leinen in eine Auslenkung des Segments umgesetzt, die über ein Gestänge an die Höhenruderklappe übertragen wird. Gesteuert wird also durch Verschwenken des Handgriffes „aus dem Handgelenk“. Die Fesselfluglitzen haben eine Dicke von ca. 0,15 bis 0,4 mm. Zur besseren Handhabung bei Transport und Modellwechsel sind diese meist von den vom Segment durch die linke Tragfläche aus dem Randbogen herausführenden Verbindungsdrähten („Leadouts“) mit kleinen Karabinerhäkchen abnehmbar.
Eine Rollsteuerung (Querruder) ist nicht notwendig und wäre auch nicht zweckmäßig, da die Querachse des Modells durch die Führung der Leinen durch die Tragfläche und die herrschenden Fliehkräfte immer weitgehend in Richtung des Leinenzuges und somit zum Piloten weist. Für Rollbewegungen um die Längsachse herrscht kein Freiheitsgrad, ebenso wenig wie um die Gierachse. Zum Aufbau eines gleichmäßigen Zuges wird das Seitenruder fix einige Grad nach außen vom Piloten weg, also in der Regel nach rechts, getrimmt und festgelegt. Ebenso wird der Motor aus diesem Grund mit einem leichten Seitenzug der Propellerachse ebenfalls nach rechts eingebaut. Ein steter Zug an den Leinen – auch auf der windzugewandten Seite des Flugbereiches – ist deswegen erforderlich, um die Steuerkommandos zu übertragen, was bei durchhängenden Leinen mangels differenzierter Zugkräfte nicht mehr gewährleistet ist.

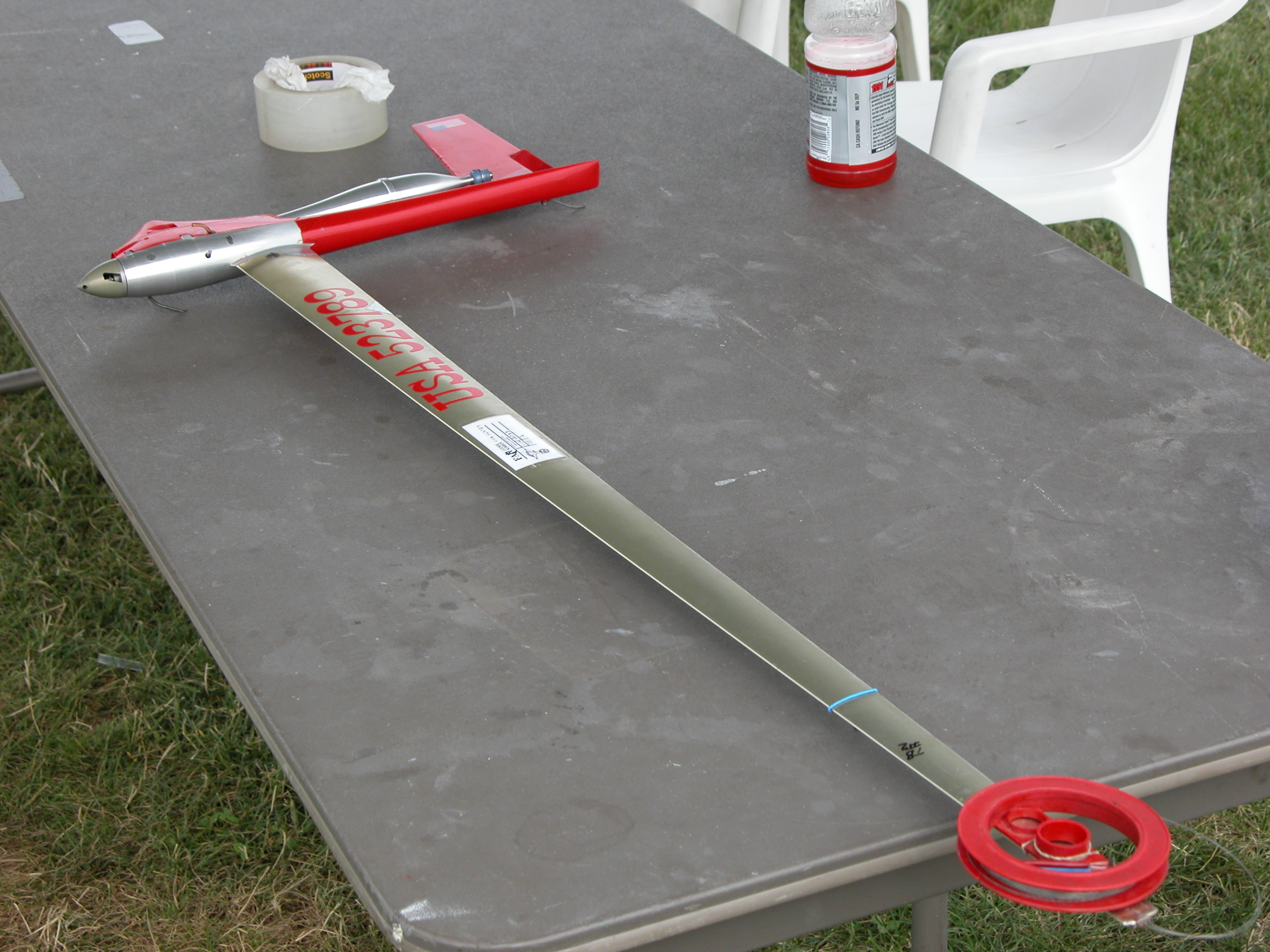
Ein asymmetrisches F2A-Speed-Modell

Durch die um die Längsachse durch den Leinenzug stabilisierte Fluglage ist es möglich, in der Draufsicht asymmetrische Flugzeuge zu bauen. Manche Kunstflugmodelle haben leicht größere Tragflächen auf der Innenseite, um den unterschiedlichen Auftrieb durch den größeren Radius und damit schnellere Anströmung der "Außen"-Tragfläche zu kompensieren. Speedmodelle haben oft nur eine einzige Tragfläche auf der Innenseite und haben dadurch nur noch wenig mit dem üblichen Erscheinungsbild eines Flugzeuges gemein.
Da bei einer konventionellen Zweileinensteuerung auch kein "Steuerkanal" für die Motordrossel zur Verfügung steht, werden spezielle Fesselflugmotoren ohne Drosselorgan am Vergaser verwendet, lediglich eine Abstellvorrichtung ist bei manchen Disziplinen erforderlich. Sobald der Helfer den Motor angelassen und das korrekte Gemisch an der Düsennadel eingestellt hat, läuft der Motor ungedrosselt weiter, bis er abgestellt wird oder der Kraftstoff aufgebraucht ist. Bei den Elektromodellen wird ein Timer verwendet, der die Verwendung einer handelsüblichen Motor- und Drehzahlsteller- bzw. -Reglerkombination aus dem RC-Bereich ermöglicht. Dieser startet den Motor auf Druck eines Tasters sofort oder mit Verzögerung und stellt ihn nach einer vorprogrammierten Laufzeit wieder ab. Bei der Disziplin F2G Elektro-Speed ist nach Anhang 4.K.2. die Verwendung einer von einem Helfer bedienten Funkfernsteuerung zulässig, die ausschließlich den Motorregler betätigt.
Mit kunstflugtauglichen Modellen ist es möglich, einen Flugbereich in Form einer Halbkugeloberfläche zu befliegen. Die Länge der Steuerlitze vom Handgriff bis zum Modell beträgt je nach Modellgröße 12–20 Meter. Fesselflugmodelle können aus der Hand oder vom Boden – mithilfe eines Fahrwerks am Flugzeug – gestartet werden.

## Wettbewerbsklassen im Fesselflug
In der Sportordnung für den Fesselflug unterscheidet man unter der Gruppe F2 verschiedene Klassen, in denen nach den Bestimmungen des internationalen Sportcodes des Weltluftsportverbandes FAI Wettbewerbe ausgetragen werden:
- F2A Geschwindigkeitsflug (Speed)
- F2B Kunstflug
- F2C Team Race (100 Rundenrennen)
- F2D Combat (Fuchsjagd)
- F4B Scale (maßstabgetreue Modelle)
- F4B-SC (Semi Scale)
- F2G (Electro Speed)

Darüber hinaus gibt es noch weitere Klassen, die sehr beliebt sind und die Durchführung vereinfachter Wettbewerbe auf nationaler/regionaler Ebene erlauben.
- BCD (Basic Carrier Deck)
- OTS (Old Time Stunt)
- MTR (Mini Team Race) und weitere Unterklassen wie Rat Race, Indy, Club 30, Mouseracing (Cox) usw.
- F2A-B (Speed-Beginner)
- F2B-A und F2B-B (Kunstflug für Anfänger und Fortgeschrittene)
- Mini Combat

## Drehsinn
Fesselflug ist seit 1920 dokumentiert.
Dass sich beim Fesselflug der Drehsinn – von oben gesehen – gegen den Uhrzeigersinn (CCW = counter clockwise) durchgesetzt hat, wird auf die überwiegende Rechtshändigkeit der Piloten zurückgeführt. Wenn der Pilot den Steuergriff, Basis der zwei Steuerleinen, in der rechten Hand hält und den rechten Arm etwa in der Mitte seines horizontalen Bewegungswinkels hält, also halbrechts (zwischen vorne und rechts) fliegt das Flugzeug günstig, weil in Richtung der Mitte des Gesichtsfelds.
In den Speed-, Renn- und Combatklassen hat man sich auf die Flugrichtung CCW geeinigt.
In Rückenfluglage kehrt sich die Flugrichtung eines Modells um.